# Feni Sadar
Feni Sadar (en bengali : ফেনী সদর) est une upazila du Bangladesh dans le district de Feni. En 2011, on y dénombrait 512 646 habitants.